# Mansión Benizelos
La mansión Benizelos (en griego: Αρχοντικό των Μπενιζέλων), también conocida como Casa de Santa Filotea de Atenas (Σπίτι της Αγίας Φιλοθέης της Αθηναίας). es una mansión aristocrática de época otomana situada en el barrio de Plaka de Atenas. Es la casa más antigua que se conserva en la capital griega.
Residencia de la familia Benizelos desde el siglo XVI, el lugar está asociado por tradición oral a Santa Filotea (1522-1589), nacida Revoula Benizelos, patrona de la ciudad de Atenas. La casa solariega, ampliamente renovada y ampliada en el siglo XVIII, fue sometida posteriormente a adiciones modernas y cayó gradualmente en desuso. En 1972, la propiedad fue expropiada por el Ministerio de Cultura, concedida a la Archidiócesis de Atenas en 1999, y restaurada y abierta al público en 2017. 

## Historia

### La casa de la familia Benizelos

#### En la época de Santa Filotea (sigloXVI)
Probablemente de la primera mitad del siglo XVI, la residencia original constaba de dos estructuras bajas de dos plantas. Se dice que perteneció a Angelos Benizelos y a su esposa Sirigi Palaeologus, ambos miembros de una ilustre familia de arcontes bizantinos. Su hija, Revoúla Benizélos, está asociada al lugar por la tradición oral,  aunque no es posible afirmar con certeza que la mujer que fue santificada a finales del siglo XVII por el patriarca Mateo II de Constantinopla  viviera allí durante mucho tiempo. Sin embargo, parece muy probable que Filotea pasara allí su juventud y los años posteriores a la muerte de su marido.
Las fuentes indican que Santa Filotea fundó el monasterio femenino de San Andrés a unos 100 metros al este de la propiedad familiar, en el lugar del actual arzobispado de Atenas.

#### De las ampliaciones durante elsigloXVIIIa la dilapidación
La casa solariega, tal y como se encuentra en la actualidad, es el resultado de importantes ampliaciones, datadas de forma imprecisa entre finales del siglo XVIII y principios del XVIII. Según Nikólaos Tsioniótis, se produjeron a finales del siglo XVIII En ese momento, la fachada sur y los tres muros interiores se conservaron hasta el actual primer piso, mientras que los materiales se reutilizaron para reconstruir el muro norte y el nivel superior. También se levantaron arcadas en la planta baja de la fachada principal.
Después de la guerra de independencia de Grecia la propiedad se utilizó como taberna y se hicieron muchas adiciones al edificio durante los siglos XIX y XX. Por ejemplo, se crearon ventanas en la logia, obstruyendo así un espacio que antes estaba abierto al exterior, y un tejado de chapa sustituyó al de tejas. El edificio también se dividió en dos viviendas a principios del siglo XX. Anastasios Orlandos y Ioánnis Travlós, que estudiaron la casa entre 1940 y 1960, consiguieron reconstruir su arquitectura original con claridad.
Ioánnis Gennádios (1844-1932), diplomático griego, miembro de la familia Benizelos y fundador de la Biblioteca Gennadeion, dedicó un libro a la historia familiar  y contribuyó a la comprensión de la vida ateniense en el periodo otomano.

#### Restauración y transformación en museo
La mansión Benizelos estuvo habitada hasta la década de 1960, cuando cayó en desuso Fue expropiada en 1972 por el Ministerio de Cultura  y se realizaron algunas operaciones de rescate hacia 1985. En 1999, la mansión fue cedida a la archidiócesis de Atenas  con el objetivo de restaurarla completamente y transformarla en un museo. 
Cuando se realizaron las primeras investigaciones arqueológicas, el edificio se encontraba en un grave estado de deterioro. Durante las excavaciones preventivas realizadas en el verano de 2008, se descubrió parte del recinto romano construido tras el saqueo de los hérulos (267-268 d. C.) en el patio de la propiedad, así como en los cimientos de la mansión. Estos restos pueden ser vistos ahora por los visitantes. 
La restauración, financiada en parte por los fondos estructurales de la Unión Europea, tenía como objetivo devolver al edificio su aspecto del siglo XVIII, eliminando los añadidos modernos y conservando en la medida de lo posible los elementos de madera de la estructura y el suelo. Se incorporaron refuerzos de acero inoxidable en la rehabilitación de los muros interiores y las vigas horizontales de madera, que se habían retirado durante la reestructuración moderna, se reintrodujeron en la mampostería del muro sur para aumentar la resistencia del edificio al riesgo sísmico.
El museo, que recorre la historia del lugar y la vida de sus ocupantes en distintas épocas, abrió sus puertas al público en febrero de 2017.

## Arquitectura
La mansión Benizelos, separada de la calle Adrianoú por un alto muro, presenta las características arquitectónicas del konak, la residencia de los individuos adinerados durante el periodo otomano. Este tipo de vivienda es hoy en día raro en la mitad sur de la Grecia continental  y única en Atenas, lo que convierte a la mansión Benizelos en la casa más antigua que se conserva en la ciudad.
Construida en dos plantas, la residencia de 23,7 m de largo y 9,3 m de ancho tiene una planta baja de piedra que alberga las funciones económicas: un lavadero, espacios de almacenamiento para el aceite de oliva, el vino y otros productos básicos conforman las tres habitaciones del nivel inferior.
Un pozo adorna el patio principal, mientras que se han encontrado restos de una prensa de aceitunas del siglo XVI y una cisterna en el jardín que se abre al sur de la propiedad, al que se accede desde el patio norte a través de un pasillo abovedado. El sachnisi central (ventana mirador), del que solo quedaban minúsculos vestigios antes de las obras de restauración, fue reconstruido a partir de archivos fotográficos del siglo XIX. Las fachadas oriental y occidental estaban abiertas, lo que sugiere que la casa era mucho más grande de lo que es en la actualidad.
En la planta superior, la piedra caliza se sustituyó por madera en las zonas de estar y de recepción. Las paredes interiores se hicieron de entramado de madera (25%), ladrillo (70%) y mortero (5%), antes de ser cubiertas con argamasa o boiserie. Una logia pasante (hayiati) conecta dos salones, uno en el centro del edificio a la altura de los sachnisi y otro en la esquina noreste. Este espacio de transición al aire libre sirve también a dos espacios de vida cerrados (ontas) a ambos lados del salón central, uno de los cuales está equipado con una chimenea para los meses de invierno.

## Galería

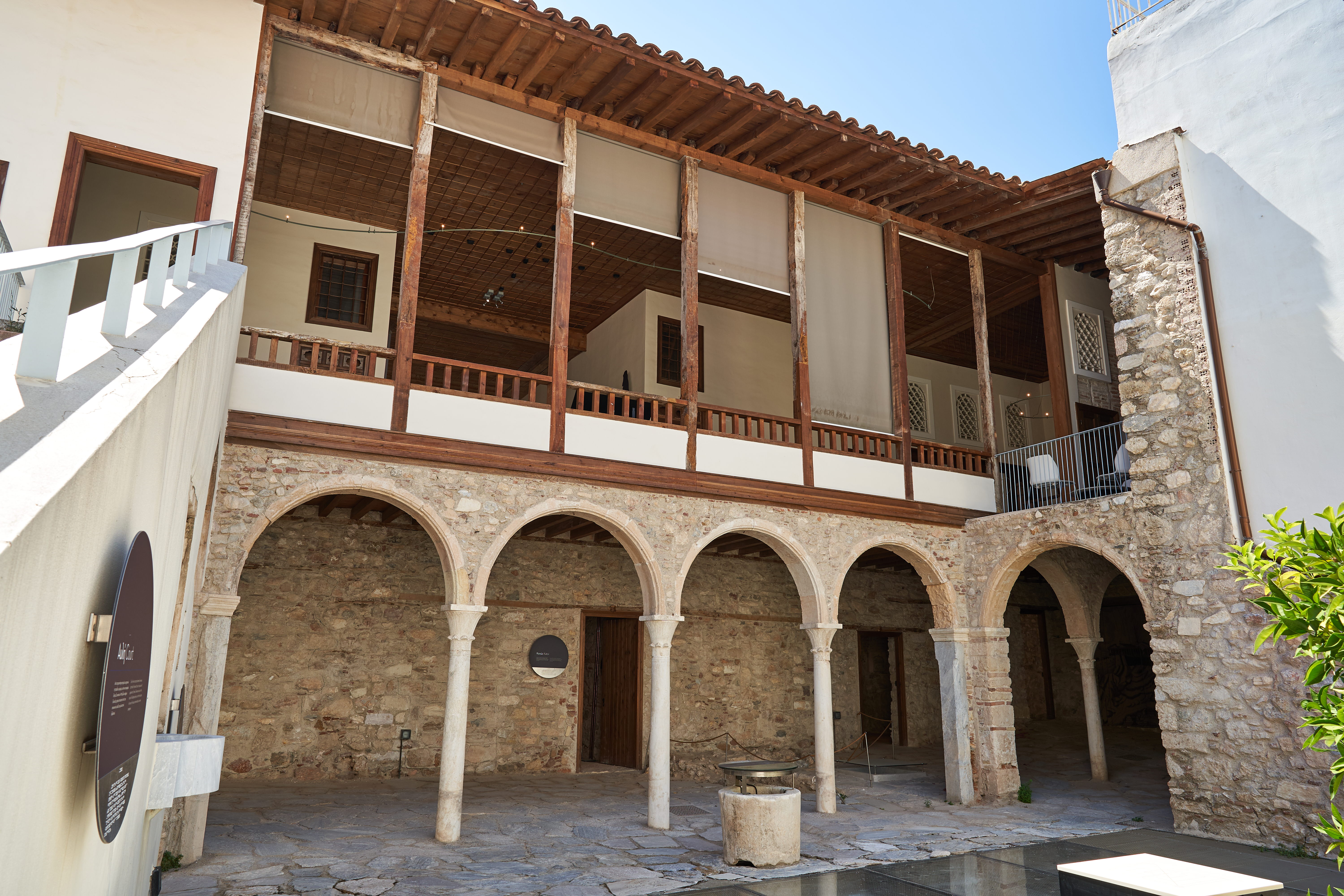
Fachada norte de la mansión.
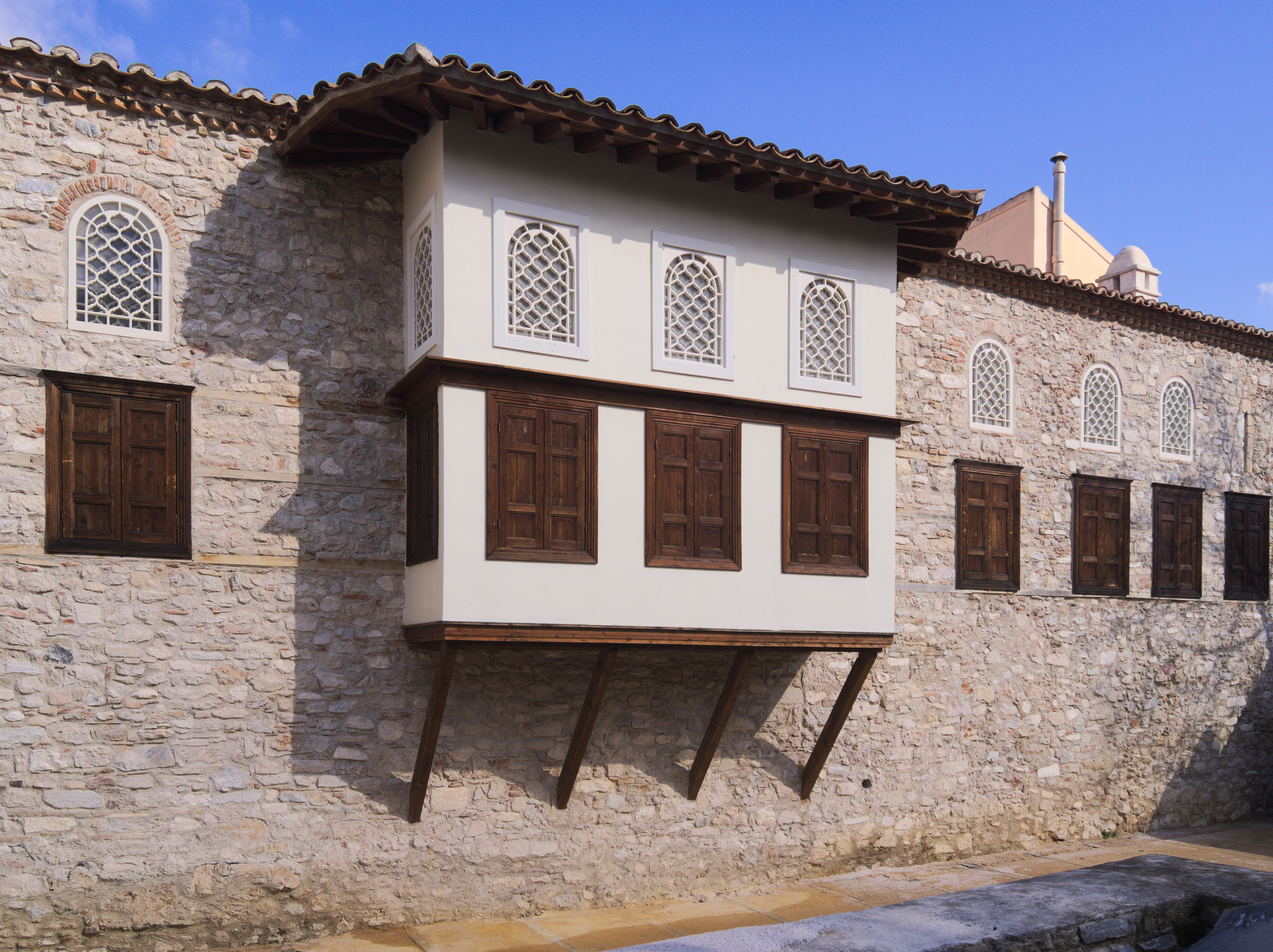
Parte trasera de la mansión con el sachnisi.
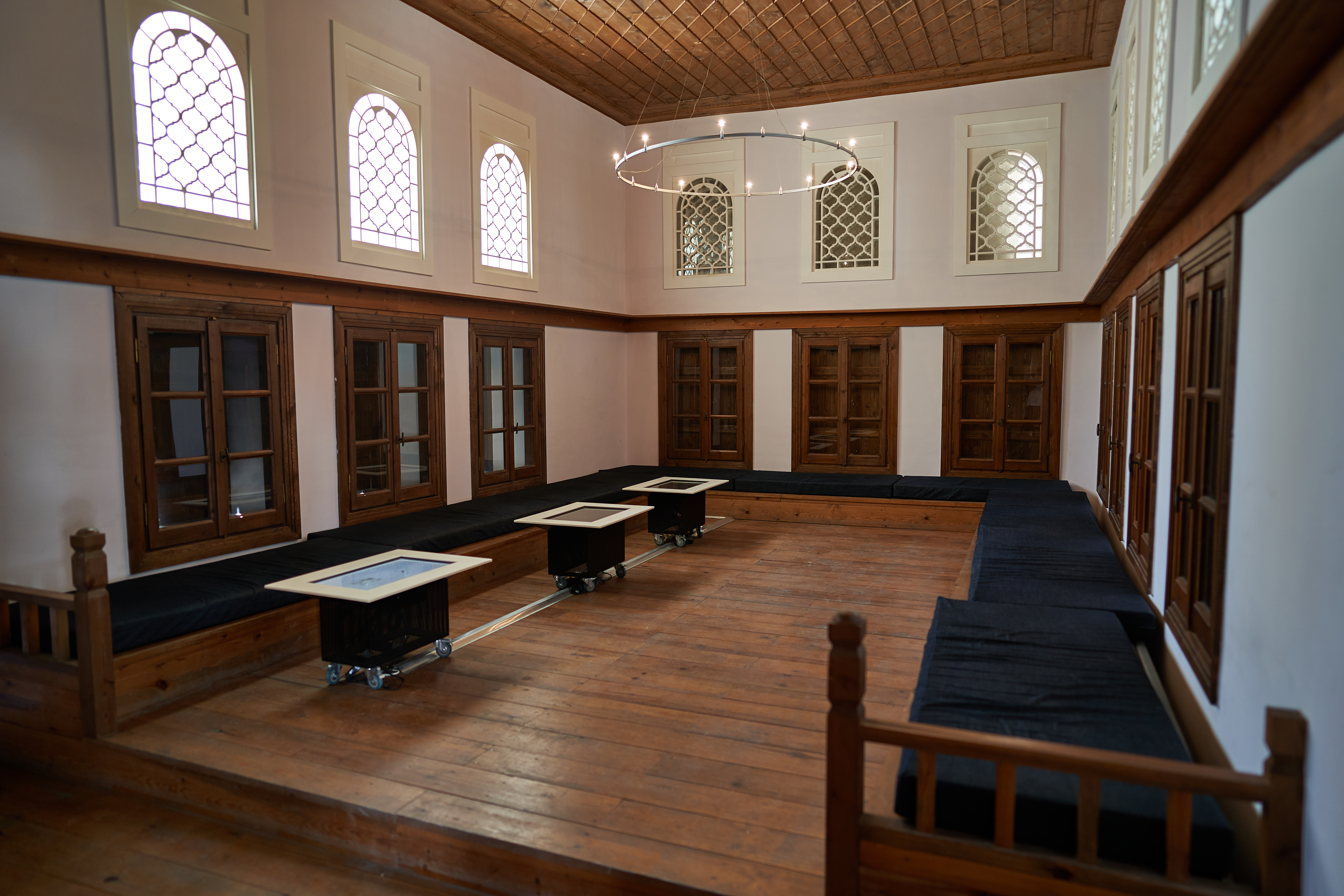
Onta del primer piso.
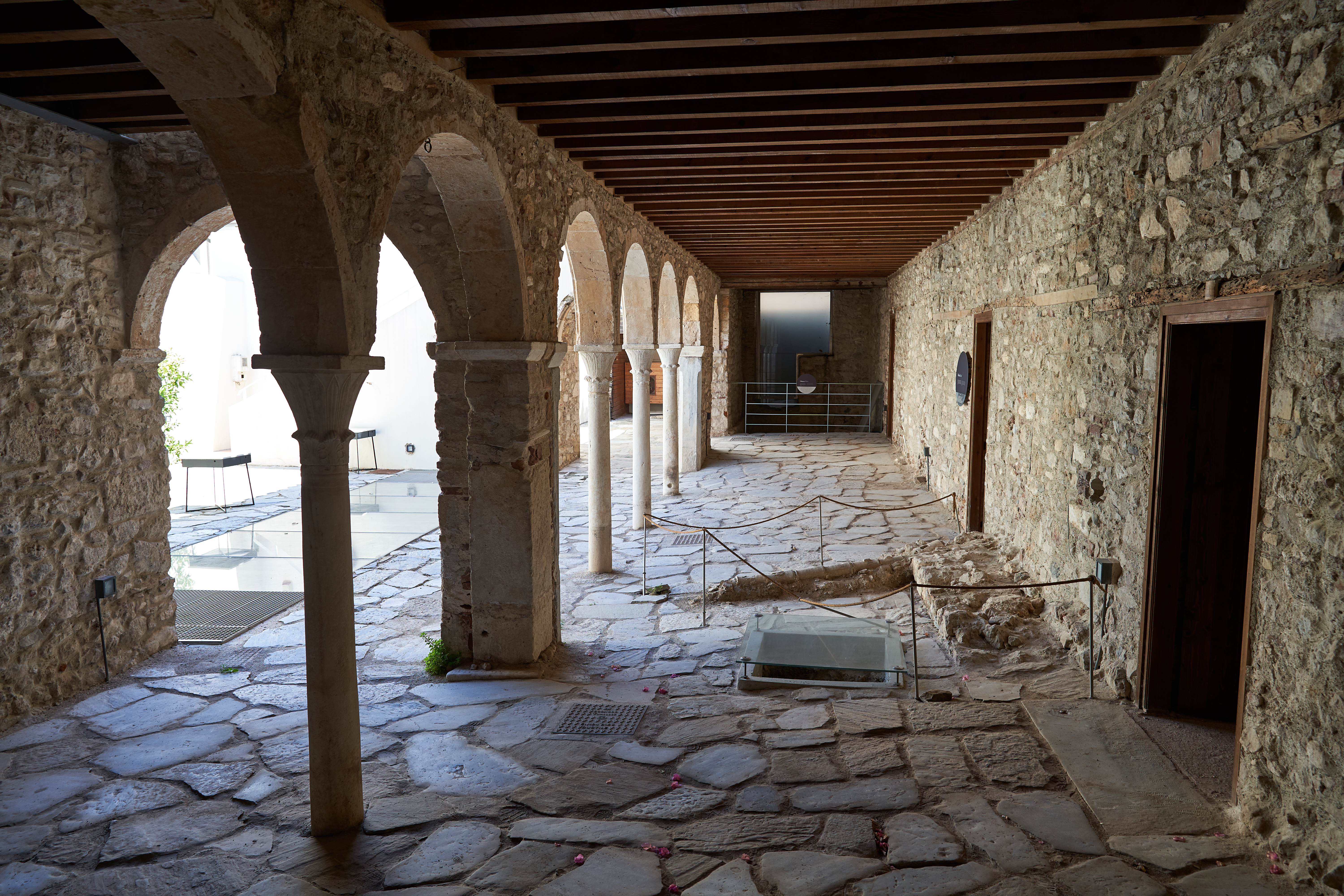
Vista de la planta baja.